# Burning Down
Burning Down is een nummer van de Amerikaanse singer-songwriter Alex Warren uit 2024. Het is de zesde single van zijn debuutalbum You'll Be Alright, Kid (Chapter 1).
"Burning Down" gaat over een man die vastzit in een giftige situatie en geen andere keus heeft dan te vertrekken. Ook reflecteert Warren op zijn tijd in de TikTokgroep The Hype House; hij doet een boekje open over de nare dingen die hij daar heeft meegemaakt. Het nummer flopte in Amerika met een 69e positie in de Billboard Hot 100. In het Nederlandse taalgebied werd de plaat wel een hit; met een 7e positie in de Nederlandse Top 40, en een 5e positie in de Vlaamse Ultratop 50.

## Tracklijst
Muziekdownload
1. "Burning Down" - 2:59